# Список самых высоких зданий и сооружений Украины
Список самых высоких зданий и сооружений Украины — перечень высочайших архитектурных и инженерно-технических сооружений на территории Украины.

## Здания
В эту часть списка включены все жилые, коммерческие и административные здания Украины выше 100 метров. Высота здания рассчитывается от основания до высоких архитектурных или неотъемлемых структурных элементов (кроме антенн).

### Все действующие здания Украины выше 100 м
| №   | Название                                       | Фото | Высота (м) | Этажей | Годы постройки | Координаты                      | Город  | Примечания |
| --- | ---------------------------------------------- | ---- | ---------- | ------ | -------------- | ------------------------------- | ------ | --- |
| 1   | ЖК «Кловский»                                  |      | 168        | 47     | 2008—2012      | 50°26′18″ с. ш. 30°32′22″ в. д. | Киев   | Самое высокое здание Украины |
| 2   | БЦ «Гулливер»                                  |      | 160        | 35     | 2003—2012      | 50°26′20″ с. ш. 30°31′26″ в. д. | Киев   | Без учета шпиля высота составляет 141,2 м |
| 3   | БЦ «Парус»                                     |      | 150        | 33     | 2004—2007      | 50°26′15″ с. ш. 30°31′38″ в. д. | Киев   | Без учёта шпиля высота небоскреба составляет 133,1 м                                                                                                |
| 4   | ЖК «Jack House»                                |      | 141        | 39     | 2012—2017      |                                 | Киев   | |
| 5   | ЖК «Taryan Towers”                             |      | 138        | 35     | 2017— 2024     | 50°25′10″ с. ш. 30°32′01″ в. д. | Киев   | Завершена первая и вторая башня, возведение этажей третьей                                                                                          |
| 6   | ЖК «Manhattan City”                            |      | ~130       | 36     | 2016—2021      | 50°26′53″ с. ш. 30°28′47″ в. д. | Киев   | |
| 7   | ЖК «Покровский посад»                          |      | ~130       | 29     | 2005—2015      |                                 | Киев   | |
| =8  | Ул. Срибнокольская, 1                          |      | 128        | 38     | 2006—2008      | 50°24′07″ с. ш. 30°37′50″ в. д. | Киев   | |
| =8  | ЖК «Корона»                                    |      | 128        | 38     | 2004—2007      | 50°24′02″ с. ш. 30°37′00″ в. д. | Киев   | |
| 9   | Здание апелляционного суда в Киеве             |      | 127        | 27     | 1978—2006      | 50°25′50″ с. ш. 30°28′16″ в. д. | Киев   | Здание строилось 28 лет. |
| 10  | ЖК «Башни»                                     |      | 123        | 30     | 1999—2005      | 48°27′46″ с. ш. 35°03′53″ в. д. | Днепр  | Во весь рост небоскреб виден только с одной стороны                                                                                                 |
| 11  | Здание Министерства транспорта и связи Украины |      | 120        | 28     | 1974—1986      | 50°26′58″ с. ш. 30°28′51″ в. д. | Киев   | В 2003 году здание было полностью реконструировано, также была установлена 8-метровая антенна, с учётом которой высота здания составляет 128 метров |
| =12 | Улица Героев Сталинграда 12Ж                   |      | ~120       | 27     | 2001 — 2005    |                                 | Киев   | |
| =12 | Улица Героев Сталинграда 12Е                   |      | ~120       | 27     | 2001 — 2005    |                                 | Киев   | |
| 13  | Проспект Героев Сталинграда (Киев) Башня 1     |      | 117        | 30     | 2007 — 2012    |                                 | Киев   | |
| 14  | БЦ «101 Tower»                                 |      | 116,1      | 27     | 2009—2012      |                                 | Киев   | |
| 15  | ЖК «Мега-сити»                                 |      | 115        | 36     | 2004—2014      | 50°25′54″ с. ш. 30°38′05″ в. д. | Киев   | |
| 16  | ЖК «Victory-V»                                 |      | ~115       | 34     | 2016—2019      | 50°26′47″ с. ш. 30°29′12″ в. д. | Киев   | |
| 17  | ЖК проспект Соборности 21В                     |      | ~114       | 36     | 2012—2015      |                                 | Киев   | |
| 18  | ЖК «Королевская башня»                         |      | 112        | 29     | 2006—2008      | 47°59′46″ с. ш. 37°49′03″ в. д. | Донецк | |
| 14  | ЖК «Серебряный Бриз»                           |      | 111,1      | 32     | 2002—2010      | 50°25′43″ с. ш. 30°35′40″ в. д. | Киев   | С учетом антенны высота здания составляет 119,2 метра                                                                                               |
| 15  | Ул. Провиантская, 3                            |      | 110        | 29     | 2000—2003      | 50°27′04″ с. ш. 30°28′19″ в. д. | Киев   | |

### Строящиеся здания
| № | Название   | Фото | Высота (м)             | Этажей           | Годы постройки  | Координаты                      | Город | Состояние        |
| - | ---------- | ---- | ---------------------- | ---------------- | --------------- | ------------------------------- | ----- | ---------------- |
| 1 | Sky towers |      | Шпиль 220 Крыша 214,26 | 47 и 8 подземных | 2007—заморожено | 50°26′55″ с. ш. 30°28′37″ в. д. | Киев  | Заморожен в 2015 |

| 2 | Nver | 163 метра 147 со стороны улицы | 34 | 2021-строиться |  | Киев | строиться |

| 3 | ЖК «Ковчег» (ныне ЖК "Metropole") |  | 131,2 | 27 | 2007—2018/19 (поочередный ввод в эксплуатацию) |  | Киев | На всех трёх башнях завершены кладочные работы , ведётся остекление и облицовка (2020) |
| 4 | ЖК пр. Соборности, 21В            |  | ~114  | 36 | 2012—2015                                      |  | Киев | Сдан в эксплуатацию                                                                    |
| 5 | ЖК пр. Героев Сталинграда, 2      |  | 124   | 30 | 2007—2014                                      |  | Киев | Сдан в эксплуатацию                                                                    |

## Инженерно-технические сооружения
В эту часть списка включены все сооружения Украины, в том числе сооружения промышленного и технического предназначения.
| №  | Фото | Название                          | Высота | Год  | Тип                            | Использование          | Город                                | Комментарии                                                                               | Координаты                      |
| -- | ---- | --------------------------------- | ------ | ---- | ------------------------------ | ---------------------- | ------------------------------------ | ----------------------------------------------------------------------------------------- | ------------------------------- |
| 1  |      | Киевская телебашня                | 385    | 1973 | Решётчатая мачта               | Установка передатчиков | Киев                                 | Самая высокая решётчатая башня в мире. Самое высокое сооружение Украины.                  | 50°28′16″ с. ш. 30°27′12″ в. д. |
| 2  |      | Телевизионная башня Винница       | 354    | 1961 | Стальная поддерживаемая мачта. | Телекоммуникации       | Винница                              | Имеет 2 уровня и 3 поперечины, на которых крепятся поддерживающие тросы                   | 43°13′59″ с. ш. 28°28′25″ в. д. |
| 3  |      | Дымовая труба ТЭЦ-5               | 330    | 1991 | Дымовая труба                  | Электростанция         | посёлок Подворки Харьковской области |                                                                                           | 49°58′17″ с. ш. 36°06′22″ в. д. |
| 4  |      | Дымовая труба Зуевской ТЭС        | 330    | 1981 | Дымовая труба                  | Электростанция         | посёлок Зугрэс Донецкая область      |                                                                                           | 48°02′05″ с. ш. 38°17′06″ в. д. |
| 5  |      | Дымовая труба № 2 Запорожской ТЭС | 320    | 1977 | Дымовая труба                  | Электростанция         | город Энергодар Запорожская область  |                                                                                           | 47°30′28″ с. ш. 34°37′23″ в. д. |
| 6  |      | Дымовая труба № 2 Углегорской ТЭС | 320    | 1975 | Дымовая труба                  | Электростанция         | город Светлодарск Донецкая область   |                                                                                           | 48°27′52″ с. ш. 38°12′00″ в. д. |
| 7  |      | Дымовая труба № 1 Запорожской ТЭС | 320    | 1972 | Дымовая труба                  | Электростанция         | город Энергодар Запорожская область  |                                                                                           | 47°30′24″ с. ш. 34°37′39″ в. д. |
| 8  |      | Дымовая труба № 1 Углегорской ТЭС | 320    | 1972 | Дымовая труба                  | Электростанция         | город Светлодарск Донецкая область   | Первая в СССР дымовая труба, достигшая высоты 320 метров                                  | 48°27′54″ с. ш. 38°12′17″ в. д. |
| 9  |      | Дымовая труба Киевской ТЭЦ-6      | 270    | 1982 | Дымовая труба                  | Электростанция         | Киев                                 |                                                                                           | 50°23′36″ с. ш. 30°34′07″ в. д. |
| 10 |      | Лозовецкая телещогла              | 255    | 1978 | Стальная поддерживаемая мачта. | Телекоммуникации       | село Лозовая Тернопольская область   | Высота над уровнем моря - 354 м. Радиус мощности покрытие радиосигналом составляет 65 км. | 49°36′48″ с. ш. 25°41′20″ в. д. |
| 11 |      | Дымовая труба Северодонецкая ТЭЦ  | 240м   | 1952 | Дымовая труба                  |                        | Северодонецк                         |                                                                                           | 48°56′17″ с. ш. 38°27′22″ в. д. |